# Alfapapier
Alfapapier wird seit 1850 hauptsächlich in England und in Schottland hergestellt. Es besteht aus dem Alfa- oder dem Espartogras, das in Nordafrika und in Spanien wächst, und ist dadurch ein sehr auftragendes und weiches Papier. Alfapapier zeichnet sich darüber hinaus durch seinen relativ hohen Wert und seine Voluminösität aus.